# Ми вас поховаємо

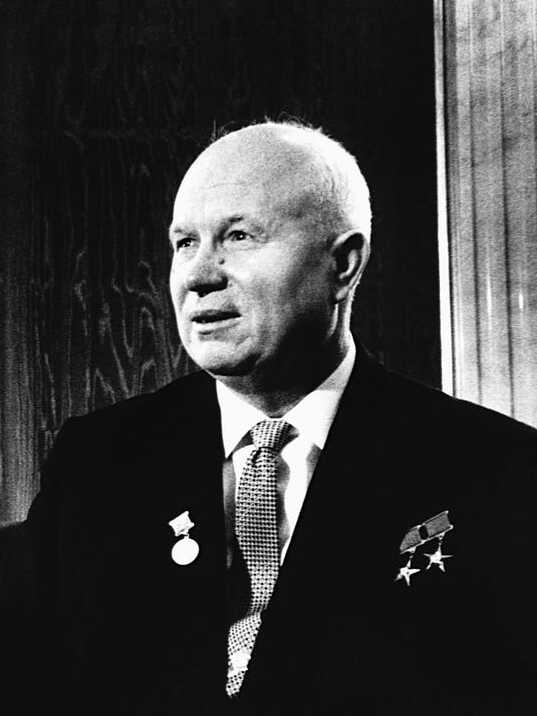
Микита Хрущов, травень 1961 року

«Ми вас поховаємо» — знаменита фраза Микити Хрущова, сказана ним 18 листопада 1956 року на прийомі у польському посольстві в Москві.

## Історія
У період Холодної війни, в 1956 році під час бенкету в польському посольстві перший секретар ЦК КПРС Микита Хрущов виступив з промовою, яку слухали багато послів західних країн. Яким же було їхнє здивування, коли перекладач переклав фразу Хрущова
```
«Подобається вам це чи ні, але історія на нашому боці. Ми вас поховаємо»
. 
```

Виступаючи через кілька років із програмною промовою в Югославії, Хрущов пояснив, що він «не мав на увазі буквальне викопування могили лопатою, але лише те, що капіталізм загубить його ж власний робітничий клас». Окрім того, він сказав про неминучість переходу капіталізму в соціалізм, так само, як колись капіталізм змінив феодалізм. Він хотів сказати тезу Маркса про те, що пролетаріат є могильником капіталізму, але натомість видав фразу «Ми вас поховаємо», яку він повторив на одній із зустрічей із журналістами у США у вересні 1959 року.
Насправді радянський лідер мав на увазі Карла Маркса та його Маніфест комуністичної партії, де є фраза про те, що буржуазія породжує власних могильників.
Правильний дослівний переклад виступу Хрущова мав би звучати так:
```
«Подобається вам це чи ні, але історія на нашому боці. Ми доживемо до того, що побачимо, як вас ховають»
.
```

За іншою версією, фраза прозвучала на засіданні Генеральної асамблеї ООН 12 жовтня 1960 року при обговоренні внесеного делегацією СРСР проєкту резолюції про надання незалежності колоніальним країнам і народам, як порада філіппінському делегату, який виступав проти цієї резолюції, «взяти заступ і глибше поховати імперіалізм». В повній версії звучить так:
Я протестую проти нерівноправного ставлення до представників держав, які тут засідають. Чому цей холуй американського імперіалізму виступає? Він торкається питання, він не процедурне питання торкається! І Голова, який симпатизує цьому колоніальному пануванню, він не зупиняє його! Хіба це слушно? Панове! Пане Голово! Ми живемо на землі не милістю Божою і не вашою милістю, а силою та розумом нашого великого народу Радянського Союзу та всіх народів, які борються за свою незалежність. Не заглушити вам голос народу, голос правди, що звучить і звучатиме. Кінець, могила колоніальному рабству! Геть його і поховати його, чим глибше, тим краще!
Потрібно сказати, що у виступі Хрущова синхронний переклад перервався, оскільки перекладачі намагалися віднайти аналог російському слову «холуй». Нарешті, після тривалої паузи було знайдено англійське слово «jerk», яке має широкий діапазон значень — від «дурня» до «подонка». Західним репортерам, висвітлювали у роки події у ООН, довелося неабияк попотіти, доки вони знайшли тлумачний словник російської мови і зрозуміли значення метафори Хрущова.